# امره تاشدمیر
امره تاشدمیر (انگلیسی: Emre Taşdemir؛ زادهٔ ۸ اوت ۱۹۹۵) یک بازیکن فوتبال اهل ترکیه است که در پست دفاع چپ برای بورسااسپور در سوپر لیگ فوتبال ترکیه بازی می‌کند.
از باشگاه‌هایی که در آن بازی کرده‌است می‌توان به آنکاراگوچو اشاره کرد.
وی همچنین در تیم ملی فوتبال ترکیه بازی کرده است.